# Ільїнка (Кувандицький міський округ)
Ільї́нка (рос. Ильинка) — село у складі Кувандицького міського округу Оренбурзької області, Росія.

## Населення
Населення — 835 осіб (2010; 773 у 2002).
Національний склад (станом на 2002 рік):
- росіяни — 51 %
- татари — 42 %